# Aeroportul Internațional M'Vengue El Hadj Omar Bongo Ondimba
Aeroportul Internațional M'Vengue El Hadj Omar Bongo Ondimba (IATA: MVB, ICAO: FOON) este un aeroport din Provincia Haut-Ogooué, Gabon ce deservește zona Franceville.
Situat la o altitudine de 442 m, aeroportul dispune de 1 pistă.

## Infrastructură

### Piste
Aeroportul dispune de o singură pistă. Pista are orientarea 15/33. 